# John Snow
John Snow (York, 15 de març de 1813 - Londres, 16 de juny de 1858) va ser un metge anglès precursor de l'epidemiologia, fins al punt de ser considerat pare de l'epidemiologia basada en l'evidència.
Li agradava l'estudi de les matemàtiques i va arribar a ser molt competent en aritmètica. Al cap de catorze anys es va traslladar a Newcastle-on-Tyne, com a aprenent del senyor William Hardcastle, cirurgià d'aquest lloc. També va tenir l'oportunitat d'estudiar a Newcastle Infirmary.
Va demostrar que el còlera era causat pel consum d'aigües contaminades amb matèries fecals, en comprovar que els casos d'aquesta malaltia s'agrupaven en les zones on l'aigua consumida estava contaminada amb excrements, a la ciutat de Londres l'any de 1854. Aquest any va cartografiar en un pla del districte de Soho dels pous d'aigua, localitzant com a culpable l'existent a Broad Street, al cor de l'epidèmia. Snow va recomanar a la comunitat clausurar la bomba d'aigua, amb el que van disminuir els casos de la malaltia. Aquest episodi és considerat com un dels exemples més primerencs en l'ús del mètode geogràfic per a la descripció de casos d'una epidèmia.
La importància del treball realitzat per John Snow a Anglaterra va radicar a trencar amb els paradigmes existents per a l'època, en ple segle xix, a la qual encara predominava la forta creença en la teoria miasmàtica de la malaltia, també anomenada «teoria anticontagionista». Més encara, Snow va establir les bases teòriques i metodològiques de l'epidemiologia. Aquesta metodologia científica ha estat anomenada mètode epidemiològic, el qual ha estat utilitzat a través de la història tant per a la investigació de les causes, com per a la solució dels brots de totes les malalties transmissibles, més recentment s'usa el mètode per a la recerca de tots els problemes de salut i malaltia que afectin les comunitats humanes.

## El mapa del còlera
El 31 d'agost de 1854 va començar una terrible epidèmia de còlera al barri de Soho de Londres. En tres dies van morir 127 persones que residien a prop de Broad Street. El 10 de setembre ja havien mort 500 persones. La consulta del Dr. Snow era molt a prop de la zona afectada, i coneixia molts dels difunts. Sobre d'una mapa va anar marcant amb ratlles negres els domicilis on hi havia hagut morts per còlera, també va marcar-hi amb creus els pous d'aigua. Això li va permetre establir ràpidament una relació entre la majoria de les morts produïdes a Broad Street, i el pou d'on agafaven l'aigua. El Dr. Snow va pressionar a les autoritats perquè es clausurés el pou suposadament infectat, i aleshores el brot de còlera va remetre. El primer cas de còlera es va produir en el número 13, el 28 de juliol, justament l'endemà passat del trencament del desguàs, en una senyora que havia tingut símptomes durant quatre dies. Tan sols en catorze hores hi havia una acumulació d'escombraries en el soterrani d'aquesta casa, que la persona que la va recollir va dir que era ofensiva; però l'amo de la casa el va negar. Una senyora del número 8 va ser atacada per diarrea colèrica el 30 de juliol. L'1 d'agost, una senyora de 81 anys, del número 6, que havia tingut diarrea vuit o deu dies abans, que havia cedit al seu propi tractament, va ser atacada pel còlera. Va morir el dia 4 amb congestió cerebral.
La diarrea va començar l'1 d'agost en una senyora de 60 anys, en el número 3; el col·lapse va tenir lloc el dia 5 i la mort el dia 6. El 3 d'agost va haver-hi tres o quatre casos en diferents punts de la filera de cases. Els atacs van ser nombrosos durant els següents tres o quatre dies, i després d'aquest temps van anar disminuint en número. Més de la meitat dels habitants de la part en la qual prevalia el còlera van ser atacats per ell i fins a la meitat dels casos van ser mortals. De fet, hi ha tantes bombes en aquest districte que, allà on s'hagués produït el brot, el més probable és que hi hagués una bomba o una altra en les proximitats

Mapa del còlera de John Snow